# 2008年北京オリンピックのネパール選手団
2008年北京オリンピックのネパール選手団（2008ねんペキンオリンピックのネパールせんしゅだん）は、2008年8月8日から8月24日まで開催された2008年北京オリンピックにおけるネパール選手団の名簿。選手名及び所属・記録は2008年当時のもの。

## 種目別選手・スタッフ名簿及び成績

### 陸上競技
- アルジュン・クマル・バスネット（Arjun Kumar Basnet、男子マラソン）
- チャンドラ・カラ・タパ（Chandra Kala Thapa、女子100m）

### 競泳
- プラシッダ・シャー（Prasiddha Shah、男子50m）
- カリシュマ・カーキ（Karishma Karki、女子50m）

### ウエイトリフティング
- カマル・バハドゥル・アディカリ（Kamal Bahadur Adhikari、男子69kg級）

### 柔道
- デヴ・チャパ（Devu Thapa、女子63kg級）

### 射撃
- マーヤ・プール・Kyapchhaki（Phool Maya Kyapchhaki、女子エアライフル）

### テコンドー
- デーパク・ビスタ（Deepak Bista、男子80kg級）